# Novohrîhorivka, Verhnodniprovsk
Novohrîhorivka (în ucraineană Новогригорівка) este un sat în comuna Perșe Travnea din raionul Verhnodniprovsk, regiunea Dnipropetrovsk, Ucraina.

## Demografie
Componența lingvistică a localității Novohrîhorivka
     Ucraineană (94,92%)
     Rusă (3,95%)
     Alte limbi (0,56%)
Conform recensământului din 2001, majoritatea populației localității Novohrîhorivka era vorbitoare de ucraineană (94,92%), existând în minoritate și vorbitori de rusă (3,95%).